# IC 4683
IC 4683 је ознака објекта на координатама са ректансцензијом 18h 9m 0,0s и деклинацијом - 26° 14" 0'. Открио га је Макс Волф, 3. јуна 1902. Каснијим посматрањима на том положају није уочен никакав астрономски објекат.